# 托爾薩河
托爾薩河（Torsa River），是中國、不丹、印度、孟加拉國之間的一條跨國河流，為賈木納河（布拉馬普特拉河在孟加拉國境內名稱）的支流。
托爾薩河發源於中國西藏亞東縣，源流名為康布麻曲。流入不丹國境後，改稱阿莫曲 。於彭措林附近流入印度境內，改稱托爾薩河。流入孟加拉國後，改稱杜德庫馬河（Dud Kumar River），最終於古里格拉姆縣注入賈木納河。
托爾薩河全長358（222英里），其中113（70英里）位於中國境內，145（90英里） 位於不丹境內。

## 流經城鎮
- 彭措林（不丹）
- 庫奇比哈爾（印度）